# Antun Mateš
Antun Mateš (Zagreb, 23. studenoga 1945.), hrvatski slikar, grafičar, putopisac i hrvač.

## Životopis
Rodio se je u Zagrebu. Diplomirao je slikarstvo na Akademiji likovnih umjetnosti u Zagrebu 1969. godine u klasi Miljenka Stančića.
Prvu samostalnu izložbu imao je već 1970. godine u Bjelovaru u suradnji s velikim hrvatskim pjesnikom Željkom Sabolom. Kao slikar sudjelovao je na skupnim izložbama, uglavnom na početku karijere, stotinjak puta. Dosad je samostalno izlagao pedesetdva puta. Osim u Zagrebu, Hrvatskoj i Europi, izlagao je po cijelom svijetu – od Amerike, Azije, Indije, Australije, Argentine itd. (Toronto, New York, Los Angeles, Mainz, München, Frankfurt, Sydney, Adelaide, Melbourne, Portland, Swan Hill, Mildura, New Delhi, Buenos Aires i drugdje).  
Pozvani suradnici na grafičkim mapama bili su najznačajniji hrvatski književnici: akademik Dragutin Tadijanović, akademik Matko Peić, akademik Josip Bratulić, Goran Tribuson i Igor Zidić. Od 1987. godine bio je profesor i šef Grafičkog odjela na Školi primijenjenih umjetnosti u Zagrebu do 1997., od kada djeluje kao profesionalni slikar. Književnik Goran Tribuson autor je teksta monografije “Mateš - slike i sjećanja” izašle uoči velike monografske izložbe u Muzejskom centru Klovićevi dvori. 
Pobijedio je svojim radovima na najvećem svjetskom sajmu knjiga i tiskovina u Frankfurtu 1996. u konkurenciji kalendara s reprodukcijama Warhola, Moneta, Matissea, Picassa i ostalih najvećih imena XX. stoljeća. Isti uspjeh ponovio je 1999. u Stuttgartu, gdje je pobijedio izlagače iz SAD-a, Velike Britanije, Japana, Nizozemske, Italije i sve ostale. Djela mu se nalaze u mnogobrojnim privatnim kolekcijama, galerijama i muzejima po cijelom svijetu te u Modernoj galeriji, Nacionalnoj i sveučilišnoj knjižnici, Kabinetu grafike HAZU i Gradskom muzeju u Zagrebu. 
Objavio je više grafičkih mapa, a među njima i mapu U Zagrebu rođen, Šezdesete u Zagrebu i dr. Napisao je dvije putopisno-povijesne knjige o životu s obala rijeka  – „Zaneseni ribar“ – koje su uvrštene u muzej Kuće slavnih – IGFA Hall of Fame u Floridi. 
U Zanesenom ribaru, svojevrsnom putopisu, obradio je hrvatska imena pastrva, hrvatskih endemskih riba krškoga područja, otimanje hrvatskih imena, način na koji je Glavatica postala Mladicom, korijene rječnika Ivana Belostenca, probleme s identitetom starohrvatske crkvice sv. Spasa na izvoru Cetine, kako je izvor Glavaš preimenovan u Vrelo četnik, analogiju s recentnom pojavom Sv. Save i Vuka Karadžića u Plaškom, prvi europski ekološki pokret u zagrebu 1890., strateške zaštite voda i o zaštiti hrvatskih endema.
Bio je istaknuti športaš hrvač grčko-rimskim načinom u zagrebačkim klubovima Lika i Prvomajska.
Bio je zastupnik u Gradskoj skupštini Grada Zagreba od 2006. do 2009. godine. Dragovoljac je Domovinskog rata.

## Nagrade i priznanja
- Nosilac Spomenice Domovinskog rata 1990. – 1992.
- Odlikovan je Redom Danice Hrvatske s likom Marka Marulića za osobite zasluge u kulturi.
- Za posebne ekološke zasluge o zaštiti rijeka proglašen je 2008. godine počasnim građaninom Sanskoga Mosta.

## Filmovi
- Vlado Kos – Antun Mateš, akvareli, RTV Zagreb, 1982.
- Mira Wolf – Antun Mateš - Dobri duh Zagreba, HRT, 1999.